# Tales of the World: Tactics Union
Tales of the World: Tactics Union (テイルズ オブ ザ ワールド タクティクス ユニオン) est un jeu vidéo de type tactical RPG développé et édité par Bandai Namco Games, sorti en 2012 sur iOS et Android.
Un portage sur Nintendo 3DS sort en 2014 sous le titre Tales of the World: Reve Unitia.